# Perdiks (siostrzeniec Dedala)
Perdiks (stgr. Πέρδιξ) – postać z mitologii greckiej.

## Życiorys
Był synem Perdiks, siostry Dedala, i uczniem swojego wuja. Przewyższył swojego mistrza zdolnością, tradycja przypisywała mu wynalezienie piły, kompasu i koła garncarskiego. Zazdrosny o pomysłowość Perdiksa wuj zamordował go, zrzucając ze szczytu Akropolu, a ciało ukrył. Kiedy zabójstwo zostało wykryte, Areopag skazał Dedala na śmierć, ten jednak wraz z synem Ikarem uciekł z więzienia na Kretę.
W tradycji nazywany był także Talosem lub Kalosem, a Atena po śmierci miała zamienić go z litości w kuropatwę. Pod tą postacią Perdiks miał zlecieć na wyspę Ikarię w momencie, gdy Dedal grzebał Ikara po jego upadku do morza.